# 乔治·莫拉尔
乔治·莫拉尔（法語：Georges Mollard，1902年4月25日—1986年11月2日），法国男子帆船运动员。他曾代表法国参加1924年夏季奥林匹克运动会帆船比赛，获得一枚铜牌。他于1986年在戛纳去世。